# 운터 덴 린덴역
운터 덴 린덴역(U-Bahnhof Unter den Linden)은 베를린 미테구 미테에 있는 U5, U6의 환승역이다. 2010년 착공했으며, 2020년 12월 4일 U5의 알렉산더플라츠-브란덴부르거 토어 구간 개통과 함께 영업을 시작했다.
베를린 버스 100, 147, 300, 야간 버스 N5번과 환승할 수 있다.

## 역사

### 계획
이 역은 베를린 브란덴부르거 토어역과 함께 헨첼/외스트라이히(Hentschel/Oestreich)에서 설계했다. 운터덴린덴과 프리드리히슈트라세 도로가 교차하는 지점 아래에 U5와 U6의 환승역으로 계획되었다. U5 승강장은 지하 14 m에 섬식 승강장으로, U6 승강장은 지하 5 m에 상대식 승강장으로 계획되었다. 두 노선 승강장이 교차하는 부분은 지상 도로 교차로의 남쪽에 위치해 있다. 이 공간에서 운터 덴 린덴 도로의 중앙 교통섬으로 출구가 설치되어 있으며, 프리드리히슈트라세의 양쪽 방향으로 연결된다. U6 승강장의 남쪽 방면으로도 별도의 출구가 개설되어 있다. 차후 U5 승강장 동쪽 끝에서 지상으로 연결되는 출구가 계획되어 있다. 양 노선 승강장 및 환승 통로로 향하는 에스컬레이터와 지상과 연결되는 엘리베이터 2기가 설치되어 있다.
역은 비개착식 터널 굴착(Deckelbauweise) 공법으로 건축되었다. 이 구간의 U6 지하 구조물이 철거되고, U6 노선은 프리드리히슈트라세역과 프란최지셰 슈트라세역을 기준으로 남북으로 분리되어 운행했다. 지하 구조물 철거 이후 U6 신규 역사를 외부에서 지지하는 옹벽, 가압 그라우팅, 천장이 설치되었다. 노반과 역 구조물의 완공 이후 U6 운행이 재개되었다. U5 승강장과 역사는 터널굴착기로 양방향 운행 터널을 굴착한 후에 착공했다. 역 시설물, 전차선 급전, 통신 및 공조 설비 전력 공급을 위하여 지하 변전소가 설치되었다.

### 건설

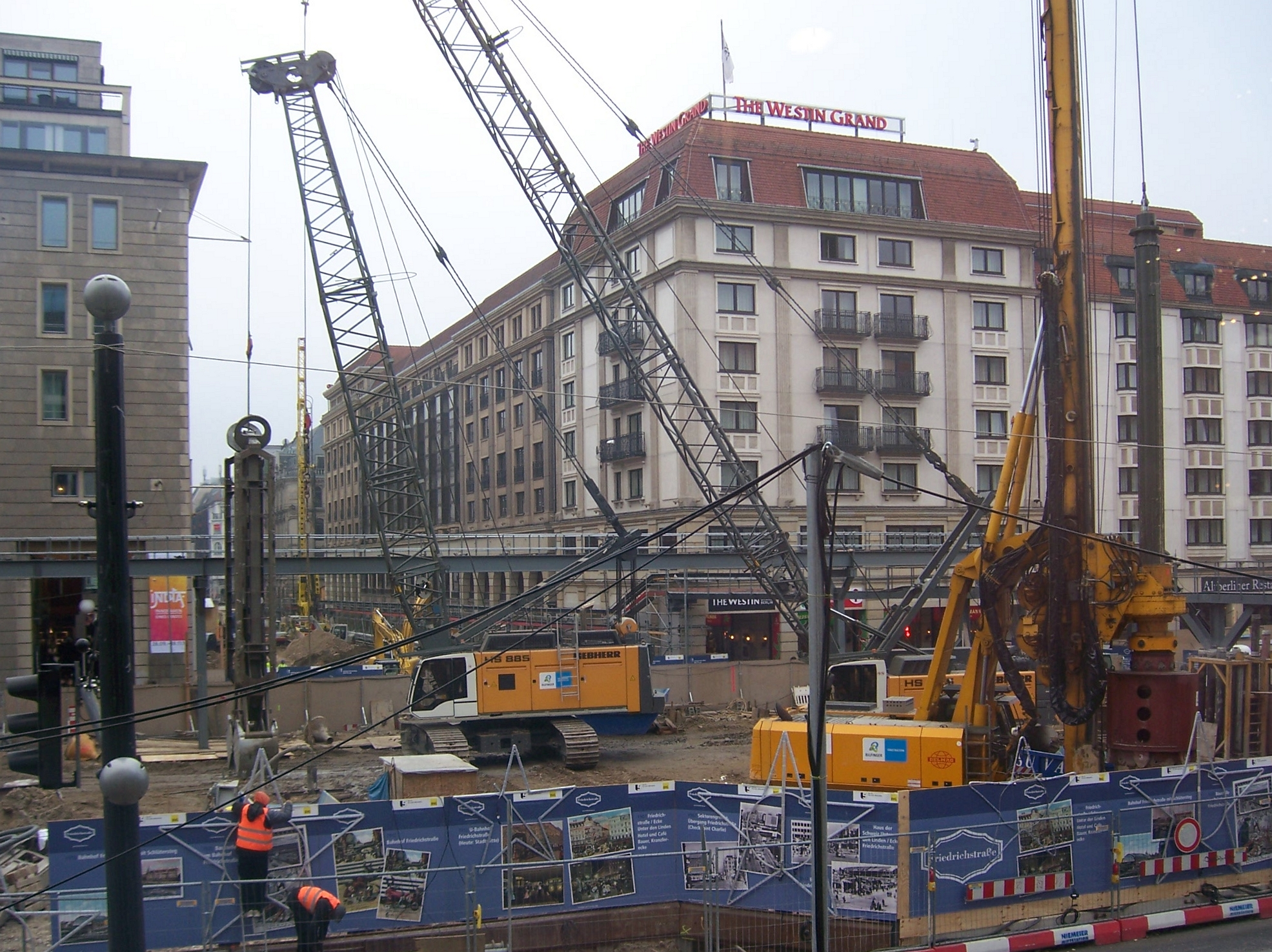
2012년 12월 건설 현장

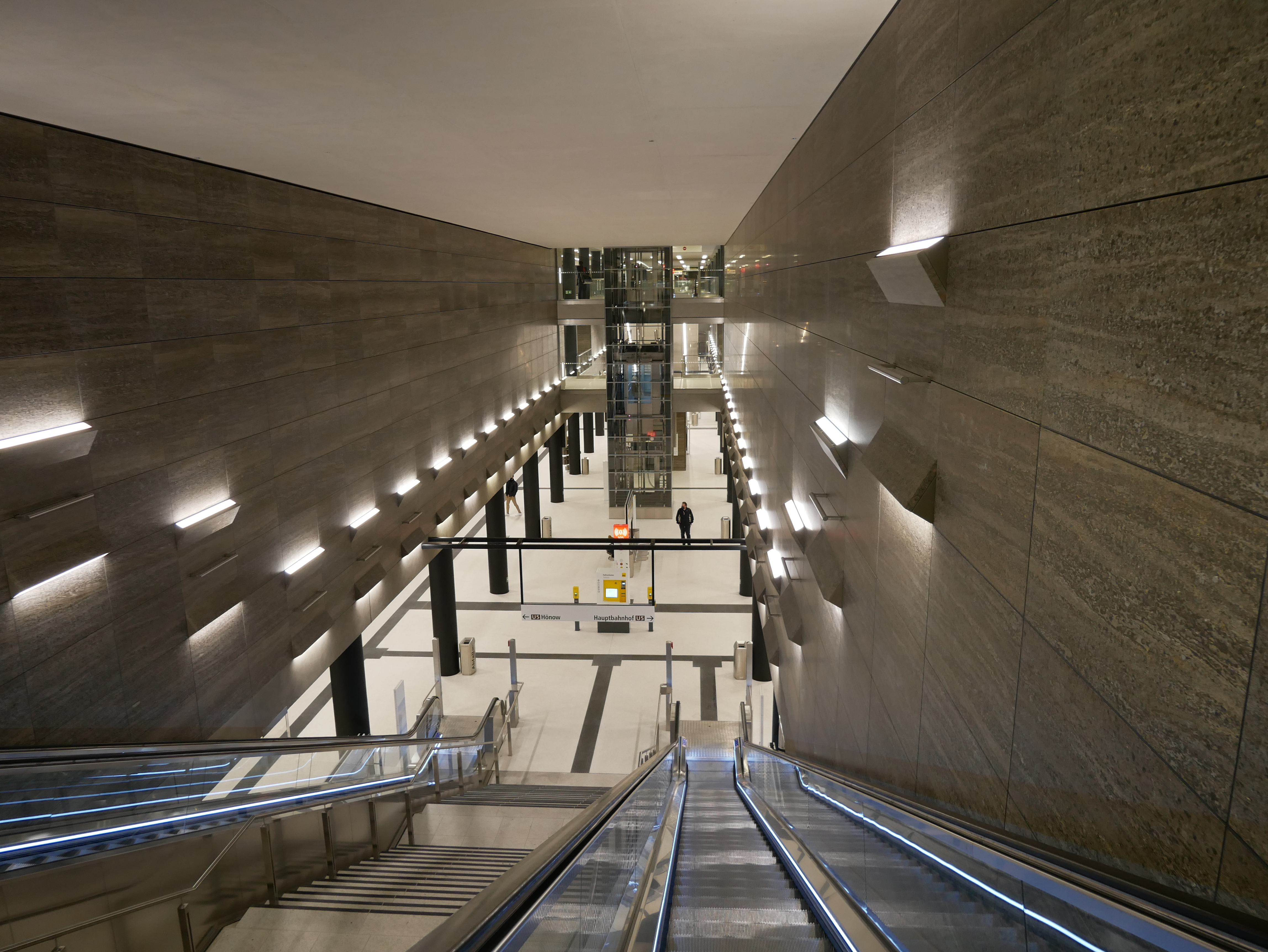
U5 방면 출구

2010년 말부터 2012년 초까지 공사 초기 준비가 진행되었다. 터널 구조물 1공구는 2012년 1월 말에 착공했다. 여기에는 TBM 지하 진입, 실드 터널 건설, 운터 덴 린덴역과 무제움스인젤역 및 회차선 부지가 포함되어 있다. 1공구 건축 예산은 1억 9000만 유로이다. 운터 덴 린덴역 구조물 건설에는 8400만 유로가 배정되었다. 2012년 2월 건설에 지장을 주지 않도록 린덴나무 54그루를 벌목해야 했다. 베어낸 나무 자리에는 역 완공 이후에 새로운 나무를 심었으며, 역 근처에 심어진 나무에는 추가로 물이 공급된다. 2012년 7월부터 지상 도로 교통은 운터 덴 린덴의 북쪽 차선으로만 진행되었으며, 이 구간에서의 프리드리히슈트라세 도로는 폐쇄되었다.
2012년 6월 30일 U6 노선의 이 구간 운행이 중단되었다. 신규 역사 설치는 2012년 8월에 시작되었다. 향후 U6의 역이 될 수 있도록 지하에 140 m 길이의 공간을 설치했다. 터널 단면적은 18.25 m×6.80 m이며 이 공간 안에 U6 노선의 노반과 상대식 승강장이 모두 들어간다. U6 구조물 건설에는 콘크리트 13,500 m³, 철골재 3050톤이 투입되었다. U6 운행은 2013년 11월 17일에 재개되었다.
역의 지하 공간은 총 64,000 m³이며 2017년 11월에 전체 구조물 공사가 완료되었다. 역사 내 외벽은 석회석으로 마감되었으며, 내부 기둥은 검은색으로 마감되었다.

### 개통
원래는 이 역을 포함한 구간이 2019년 가을에 개통 예정이었으나, 2020년 12월 4일로 연기되었다. 2017년 수요 예측에서는 일간 이용객 5만 명으로 계산했다.
이 과정에서 이 역 남쪽에 있었던 프란최지셰 슈트라세역은 짧은 역간거리 때문에 폐역되었다. 역 구조물은 철거되지 않고 유령역 상태로 남아 있다.

## 인접 철도역
| 베를린 지하철 5호선              | 베를린 지하철 5호선 | 베를린 지하철 5호선              |
| -------------------------------- | ------------------- | -------------------------------- |
| 브란덴부르거 토어 중앙역 방면    | U5                  | 무제움스인젤 회노 방면           |
| 베를린 지하철 6호선              |                     |                                  |
| 프리드리히슈트라세 알트테겔 방면 | U6                  | 슈타트미테 알트마리엔도르프 방면 |

## 같이 보기
- 운터덴린덴

## 참고 문헌
- Alexander Schulz (2021). 《Verlängerung der U5 zum Hauptbahnhof》. 《Berliner Verkehrsblätter》. 69 f.쪽.